# Dodecàedre ròmbic
En geometria, el dodecàedre ròmbic és un dels tretze políedres de Catalan, té 12 cares ròmbiques. La longitud de la diagonal major de cada rombe és exactament {\displaystyle {\sqrt {2}}} vegades més llarga que la diagonal menor. Diversos dodecàedres ròmbics junts poden enrajolar l'espai.

## Àrea i volum
Les fórmules per calcular l'àrea A i el volum V d'un dodecàedre ròmbic tal que les seves arestes tenen longitud a són les següents:
{\displaystyle A=8{\sqrt {2}}a^{2}\approx 11.3137085a^{2}}
{\displaystyle V={\frac {16}{9}}{\sqrt {3}}a^{3}\approx 3.07920144a^{3}}

## Dualitat
El políedre dual del dodecàedre ròmbic és el cuboctàedre.

## Desenvolupament pla

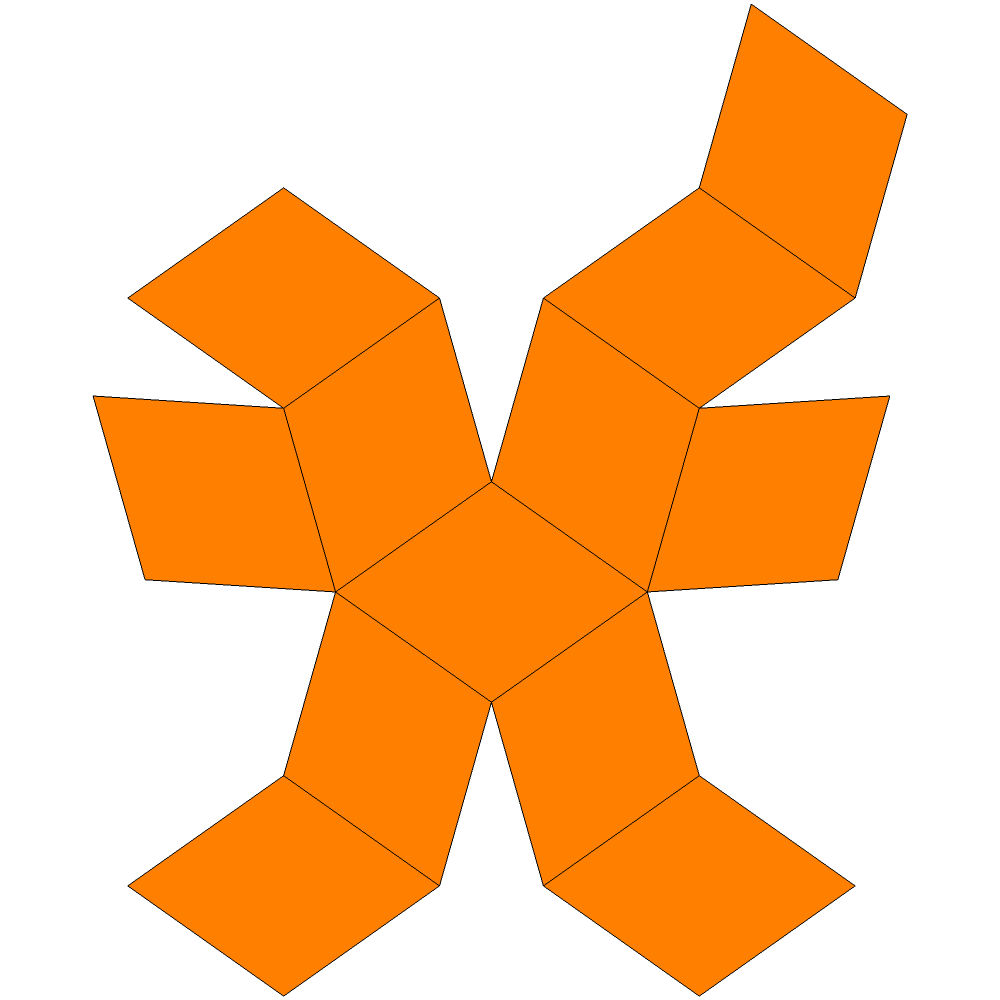
Desenvolupament pla del dodecàedre ròmbic

## Simetries
El grup de simetria del dodecàedre ròmbic té 48 elements; el grup de les simetries que preserven les orientacions és el grup octàedric {\displaystyle O\cong S_{4}}. Són els mateixos grups de simetria que pel cub, l'octàedre, el cub truncat i l'octàedre truncat.

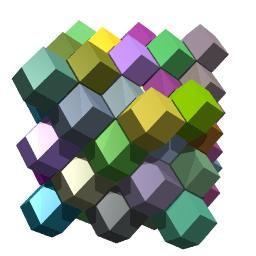
Enrajolat de l'espai emprant dodecàedres ròmbics

## Enrajolat de l'espai
Afegint còpies del dodecàedre ròmbic es pot obtenir un enrajolat de l'espai